# Fraunberg (Nabburg)
Fraunberg ist ein Ortsteil der Stadt  Nabburg im Oberpfälzer Landkreis Schwandorf (Bayern).

## Geografie
Fraunberg liegt 640 Meter östlich der Bundesautobahn 6 und ungefähr 3 Kilometer nordwestlich von Nabburg. Fraunberg liegt etwa 600 Meter südöstlich von Ragenhof. 280 Meter nördlich von Fraunberg, am Westhang des Karberges, entspringt der Schwefelbach. Er fließt nach Osten und mündet nach 2,4 Kilometern in die Naab.
380 Meter nordöstlich von Fraunberg liegt der 489 Meter hohe Karberg. An seinen Hängen befinden sich mehrere alte Granitsteinbrüche. Am Karberg gab es eine gleichnamige Siedlung. Sie entstand um 1860 beim Bau der bayerischen Ostbahnen. Zwischen 1860 und 1897 wurde am Karberg Granit abgebaut. Ab 1880 wurde bei Neugeborenen in der Geburtsurkunde Karberg als Geburtsort eingetragen. Nach Beendigung des Granitabbaus am Karberg ging die Siedlung Karberg wieder ein.

## Geschichte
Fraunberg (auch: Fronberg) wurde 1379 in der Urkunde, die die Grenzen des städtischen Zuständigkeitsbereiches von Nabburg festlegte, erwähnt. Fraunberg wurde in vielen Steuerregistern und anderen Verzeichnissen zusammen mit dem benachbarten Ragenhof veranlagt.
Im Salbuch von 1473 wurde Fraunberg zusammen mit Ragenhof mit einer Steuer von 7 Schilling und 7 Pfennig aufgeführt. Im Salbuch von 1513 erschien Fraunberg zusammen mit Ragenhof mit 5 Höfen, 1 Lehen. Im Türkensteueranlagsbuch von 1606 waren für Fraunberg zusammen mit Ragenhof 5 Höfe, 1 Gut, 1 Pferd, 10 Ochsen, 16 Kühe, 13 Rinder, 5 Schweine, 11 Frischlinge, 79 Schafe und eine Steuer von 17 Gulden und 23½ Kreuzer eingetragen.
Während des Dreißigjährigen Krieges erlebte die Region einen Bevölkerungsrückgang. Abgelegene Weiler, versteckt zwischen den Bergen gelegen, blieben oft von diesen Kriegs-Ereignissen verschont und gewannen sogar Bevölkerung hinzu. 1500, 1523 hatte Fraunberg zusammen mit Ragenhof 5 Untertanen, 1583 und 1631 waren es 6, 1712 waren es 7. Die Kriegsaufwendungen betrugen 756 Gulden.
Im Herdstättenbuch von 1721 erschien Fraunberg zusammen mit Ragenhof mit 7 Anwesen, 8 Häusern und 8 Feuerstätten. Im Herdstättenbuch von 1762 erschien Fraunberg zusammen mit Ragenhof mit 7 Herdstätten, 1 Inwohner und einer Herdstätte im Hirtenhaus mit einem Inwohner. 1792 hatte Fraunberg zusammen mit Ragenhof 7 hausgesessene Amtsuntertanen. 1808 gab es in Fraunberg zusammen mit Ragenhof 7 Anwesen und ein Hirtenhaus.
Im Häuser- und Rustikalsteuerkataster von 1808 ist Fraunberg verzeichnet mit 4 Anwesen. Alle 4 Anwesen waren gerichtbar zum Landgericht Nabburg, zinsbar zum Rentamt und zehentbar zum Domkapitel Regensburg. Es handelte sich um die 4 Höfe:
- Gauglhof mit dem Inhaber Georg Schrott
- Wagnerpeterhof mit dem Inhaber Adam Wagner
- Wagnermatheshof mit dem Inhaber Johann Irlbacher
- Weberhof mit dem Inhaber Johann Rauch.[6]

1808 begann in Folge des Organischen Ediktes des Innenministers Maximilian von Montgelas in Bayern die Bildung von Gemeinden. Dabei wurde das Landgericht Nabburg zunächst in landgerichtische Obmannschaften geteilt. Fraunberg kam zur Obmannschaft Iffelsdorf. Zur Obmannschaft Iffelsdorf gehörten: Iffelsdorf, Untersteinbach, Haindorf, Obersteinbach, Fraunberg, Ragenhof, Friedersdorf, Nessating, Döllnitz, Döllnitzmühle und Eixlberg.
Dann wurden 1811 in Bayern Steuerdistrikte gebildet. Dabei kam Fraunberg zum Steuerdistrikt Haindorf. Der Steuerdistrikt Haindorf bestand aus den beiden Dörfern Haindorf und Obersteinbach, den Weilern Fraunberg und Ragenhof, dem Spitalholz der Stadt Nabburg, genannt die Hölle, und dem Schlosserhölzl. Er hatte 24 Häuser, 163 Seelen, 200 Morgen Äcker, 50 Morgen Wiesen, 55 Morgen Holz, 1 Weiher, 12 Morgen öde Gründe und Wege, 50 Ochsen, 20 Kühe, 50 Stück Jungvieh, 60 Schafe und 24 Schweine.
Schließlich wurde 1818 mit dem Zweiten Gemeindeedikt die übertriebene Zentralisierung weitgehend rückgängig gemacht und es wurden relativ selbständige Landgemeinden mit eigenem Vermögen gebildet, über das sie frei verfügen konnten. Hierbei kam Fraunberg zur Ruralgemeinde Iffelsdorf. Die Gemeinde Iffelsdorf bestand aus den Ortschaften Iffelsdorf mit 27 Familien, Untersteinbach mit 26 Familien, Ziegelhütte mit 1 Familie, Eixlberg mit 1 Familie, Fraunberg mit 6 Familien, Ragenhof mit 8 Familien und Obersteinbach mit 8 Familien. Die Ortschaften Fraunberg, Obersteinbach und Ragenhof wurden 1946 von der Gemeinde Iffelsdorf aus- und in die Gemeinde Brudersdorf eingegliedert. Die Gemeinde Brudersdorf blieb bis 1972 bestehen und wurde dann nach Nabburg eingegliedert.
Fraunberg gehörte vom 18. bis zum 20. Jahrhundert zur Filialkirche Brudersdorf der Pfarrei Nabburg, Dekanat Nabburg. Zur Filialkirche Brudersdorf, gehörten neben Brudersdorf noch Legendorf, Etzelhof, Lissenthan, Diepoltshof, Passelsdorf, Obersteinbach, Fraunberg, Ragenhof und Windpaißing.

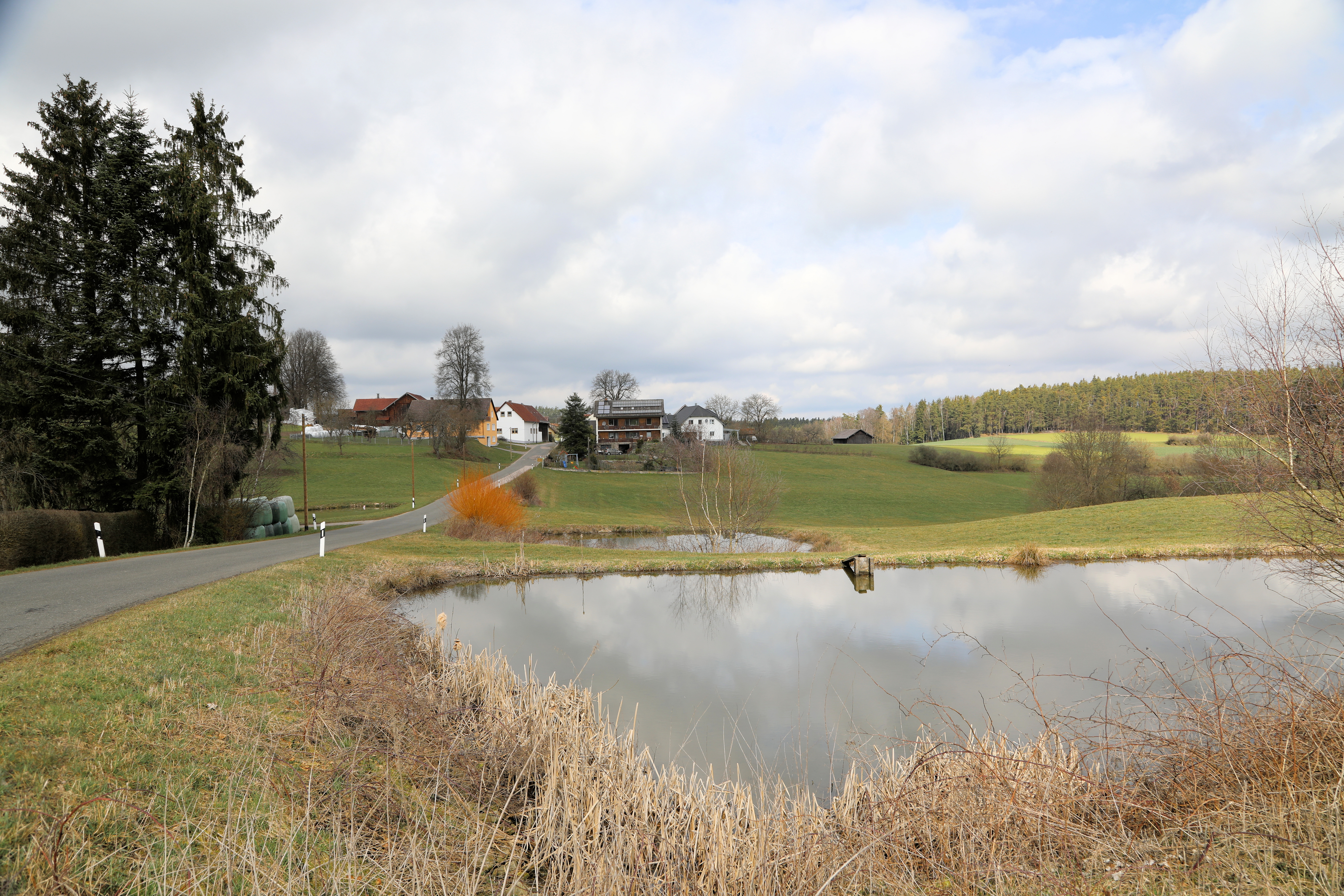
Fraunberg (2023)
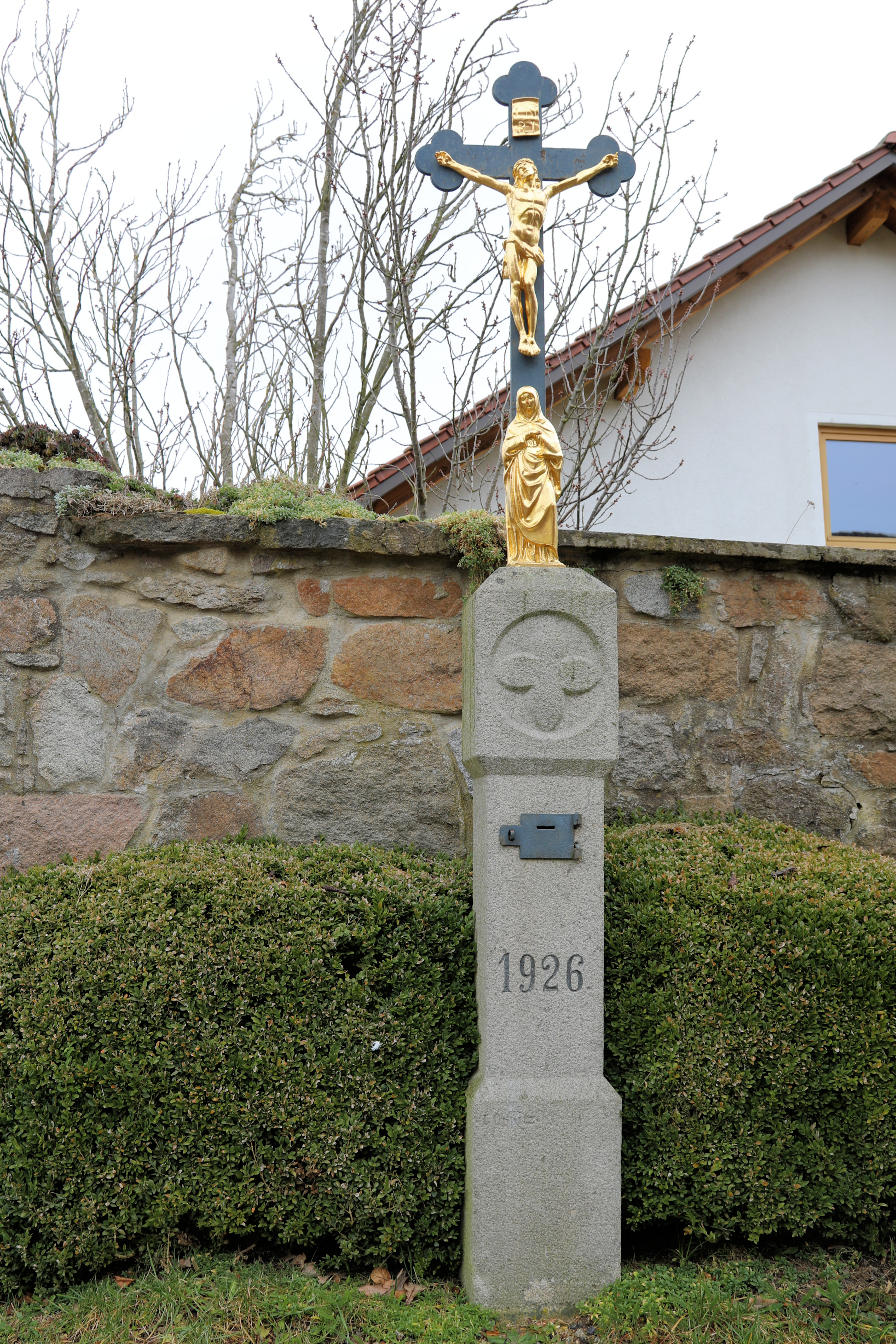
Marterl
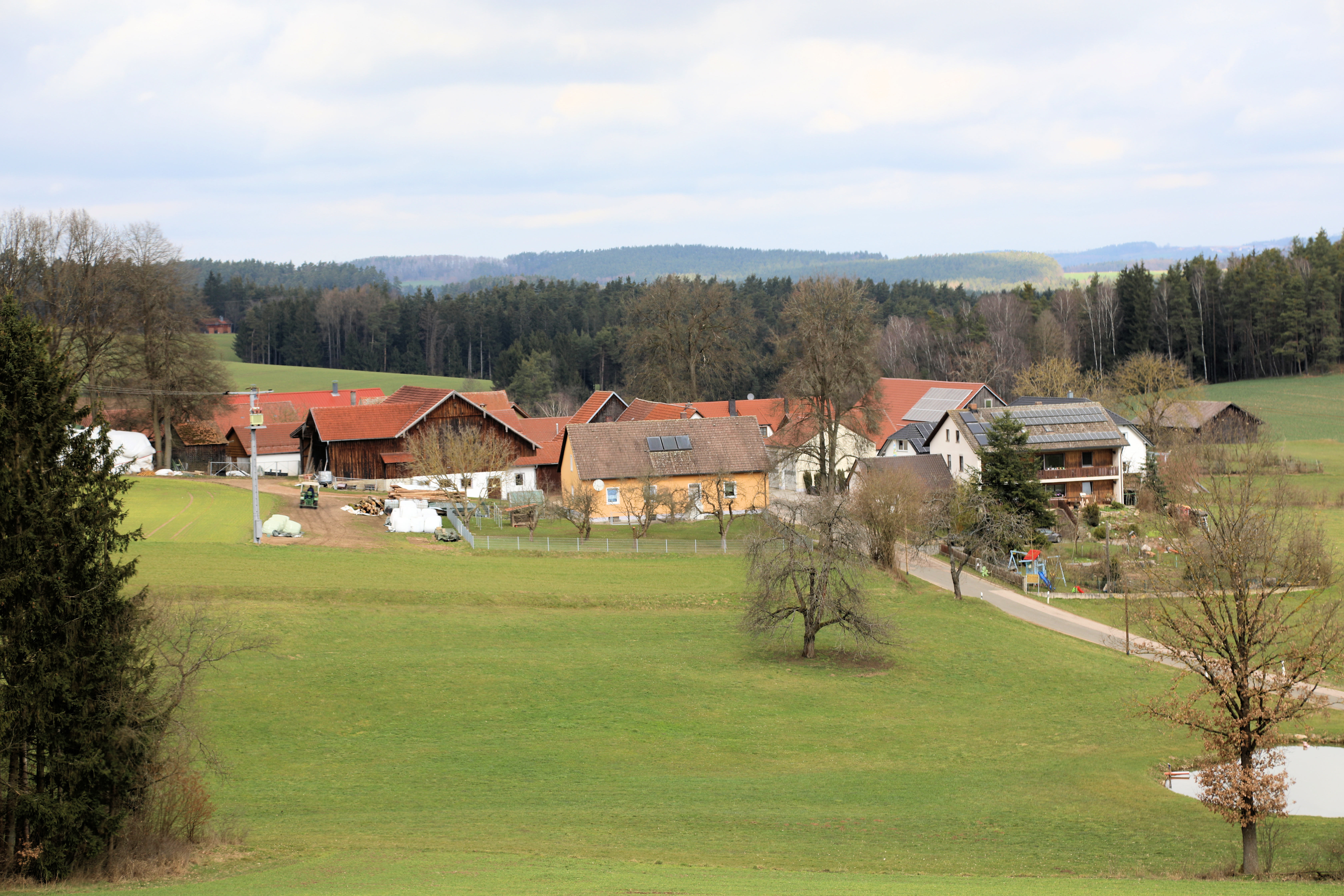
Fraunberg (2023)

## Einwohnerentwicklung ab 1819
| Jahr | Einwohner  | Gebäude |
| ---- | ---------- | ------- |
| 1819 | 6 Familien | k. A.   |
| 1828 | 20         | 4       |
| 1838 | 26         | 4       |
| 1864 | 30         | 10      |
| 1875 | 26         | 22      |
| 1885 | 49         | 9       |
| 1900 | 36         | 7       |
| 1913 | 28         | 5       |

| Jahr | Einwohner | Gebäude |
| ---- | --------- | ------- |
| 1925 | 33        | 6       |
| 1950 | 29        | 6       |
| 1961 | 28        | 6       |
| 1964 | 28        | 6       |
| 1970 | 29        | k. A.   |
| 1987 | 29        | 6       |
| 2011 | 20        | k. A.   |